# Alexandre Mnouchkine
Alexandre Alexandrovich Mnouchkine (São Petersburgo, 10 de fevereiro de 1908 — Neuilly-sur-Seine, 3 de abril de 1993) foi um produtor cinematográfico francês.